# 比利亚维乌达斯
比利亚维乌达斯，是西班牙卡斯蒂利亚-莱昂帕伦西亚省的一个市镇。 总面积37平方公里，总人口465人（2001年），人口密度13人/平方公里。